# مارك كاري
مارك كاري (بالإنجليزية: Mark Curry)‏ (و. 1961  م) هو ممثل أفلام، وكاتب سيناريو أمريكي، ولد في أوكلاند، كاليفورنيا.

## التعليم
تعلم في California State University, East Bay ‏.

## وصلات خارجية
- مارك كاري على موقع IMDb (الإنجليزية)
- مارك كاري على موقع ألو سيني (الفرنسية)
- مارك كاري على موقع أول موفي (الإنجليزية)
- مارك كاري على موقع إن إن دي بي (الإنجليزية)
- مارك كاري على موقع قاعدة بيانات الفيلم (الإنجليزية)
- مارك كاري على موقع كينوبويسك (الروسية)